# Шют, Невил
Невил Шют Норвей (англ. Nevil Shute Norway, 17 января 1899, Илинг, Лондон — 12 января 1960, Мельбурн) — английский писатель и авиаинженер. Опасаясь негативных последствий для инженерной карьеры, публиковался под криптонимом Невил Шют. Считается ключевой фигурой австралийской литературы, ибо последнее десятилетие жизни провёл в этой стране, где и происходит действие его самых известных романов «На берегу» и «Город как Элис».

## Жизнь и творчество
Невил Шют Норвей родился в семье государственного служащего. Уже в детстве интересовался техникой, в особенности самолётостроением, мечтал стать пилотом. Окончил военное лётное училище, затем работал в самолётостроительной фирме, участвовал в государственном проекте по развитию авиации. Создал и до 1938 года возглавлял самолётостроительную фирму «Эйрспид». В годы Второй мировой войны возглавлял инженерно-технический отдел в британском Адмиралтействе (1940—1944). В 1948 году Шют совершает перелёт на собственном самолёте в Австралию, где работал над книгой; в 1949 таким же образом возвращается обратно в Англию. Однако уже в июле 1950 года вместе со всей семьёй переселяется в Австралию. Переезд на дальний континент был кроме всего прочего обусловлен политическими взглядами Шюта-консерватора, не желавшего жить в стране, возглавляемой лейбористами.
Желание стать писателем родилось у успешного инженера и бизнесмена ещё в 1920-е годы. В Австралии он продолжал писать, уделяя часть своего времени уходу за фермой и хозяйством. Писатель избегал литературной среды, окружение Шюта составляли люди, близкие ему по духу — инженеры, моряки и лётчики, бизнесмены, фермеры. Обострялась болезнь сердца, и Шют был вынужден отказаться сперва от самостоятельного управления своим самолётом, а затем и гоночным автомобилем.
Романам Невила Шюта присуща способность технического и политического предвидения. Так, его роман «Совершенно секретно», написанный в 1942 году, был задержан военной цензурой и опубликован только в 1945 году, так как британские военные власти увидели в нём перспективные предложения, использованные впоследствии, в 1944 во время высадки в Нормандии. Аналогично и роман «Нет пути», изданный в 1947 году, поведал читателю о проблемах в самолётостроении, реально  приведших к авиакатастрофам самолётов типа «Комета» в 1953—1954 годах.
Настоящей литературной сенсацией стал вышедший в 1957 году роман Невила Шюта «На берегу», по которому через 2 года был снят американским кинорежиссёром Стенли Крамером художественный фильм с Грегори Пеком и Авой Гарднер в главных ролях. Книга и фильм, поставленный по ней, в которых главной темой является мир после Третьей мировой, ядерной войны, воспевает любовь и верность долгу, человеческое мужество и чувство товарищества.
Из других романов Н.Шюта можно назвать «Одинокая дорога» (1932) — первый роман писателя, уже имевший успех; «Пастораль» (1944) — о жизни военного лётчика; «Крысолов» (1942) — о спасении детей в годы Второй мировой войны во Франции; «Город как Элис» (1950) — ставший мировым бестселлером и переиздаваемый до настоящего времени; «В сезон дождей» (1953) — действие которого происходит в середине 80-х годов XX века, роман «Сдвиг по фазе» (1951). Всего Н.Шютом было написано 23 романа, сделавших его, как было указано в некрологе на его смерть в американском журнале «Time», «самым продаваемым автором из нынешних британских писателей».
Писатель скончался от сердечного приступа в машине «Скорой помощи», везшей его с фермы в городскую больницу Мельбурна.

## Невил Шют в России
По воспоминаниям переводчицы Норы Галь, роман Шюта «Крысолов» она получила для рецензирования в журнале «Интернациональная литература» от его сотрудника литературоведа Б. А. Песиса сразу после выхода книги. Книга увлекла её, и Нора Галь перевела роман, который, таким образом, стал её дебютом в области художественного перевода. Однако, вспоминает переводчица,

Тогда «Крысолов» так и не был напечатан, убоялись развязки: как это старик англичанин, уведя семерых детишек от фашистских бомбежек на дорогах Франции, не оставил их под бомбами в Лондоне, а отправил за океан к дочери — жене богатого американца? Не принято было в столь выгодном свете представлять Америку. По милости такой вот логики добрый и мудрый странник-крысолов долгих сорок лет прозябал, забытый, у меня в шкафу — до публикации летом 1983-го в журнале «Урал».

## Фильмография
- «Одинокая дорога» The Lonely Road (1936)
- «Крысолов» Pied piper (1942)
- «Землепад»  Landfall (1949)
- «Нет трассы в небо» No highway in the sky (1951)
- «Город как Элис» A town like Alice (1956)
- «На берегу» On the Beach (1959)
- «Город как Элис»  A town like Alice (TV Mini-Series) (1981)
- «Дальние страны» The Far Country (1988)
- «На последнем берегу» On the Beach (2000)